# Masaki Yamada (écrivain)
Pour les articles homonymes, voir Masaki Yamada et Yamada.
Masaki Yamada (山田 正紀, Yamada Masaki), né le 16 janvier 1950 à Nagoya, est un écrivain japonais de science-fiction. Il a remporté le grand prix du Japon de science-fiction en 1982, ainsi que le prix Seiun à trois reprises et le prix des auteurs japonais de romans policiers en 2002. Sa première histoire date de 1974. 